# Connie Stevens
Concetta Rosalie Ann Ingolia (Brooklyn, 8 augustus 1938) is een Amerikaans actrice en zangeres.
Stevens woonde voor een korte periode bij haar grootouders, maar groeide voornamelijk op in katholieke kostscholen. Aan het begin van de jaren 50 was ze kort een lid van de muziekband The Foremost, maar stapte hieruit toen ze in 1953 naar Los Angeles verhuisde. Hier werd ze een lid van de band The Three Debs. Na verschillende optredens werd ze door haar bandleden ontslagen, wegens "onprofessioneel gedrag".
Hierna begon Stevens met het spelen in films. Acteur Jerry Lewis zag potentie in haar en gaf haar de vrouwelijke hoofdrol in zijn film Rock-a-Bye Baby (1958). De film betekende voor Stevens haar grote doorbraak; ze tekende een contract met Warner Bros. Pictures. Van 1959 tot en met 1962 had ze een rol in de televisieserie Hawaiian Eye.
Stevens gaf haar muzikale carrière echter niet op. In 1958 bracht ze haar eerste album Concetta uit en maakte ze enkele singles. In 1962 eiste ze een salarisverhoging bij Warner Brothers. De filmstudio weigerde haar dit echter en zette Stevens op de zwarte lijst. Desondanks kreeg ze in 1964 toestemming in de sitcom Wendy and Me te spelen.
Stevens trouwde in 1963 met acteur James Stacy. Ze scheidde van hem in 1967. Nog datzelfde jaar trouwde ze met Eddie Fisher. Ze kreeg twee kinderen met hem, Joely Fisher (geboren in 1967) en Tricia Leigh Fisher (geboren in 1968). Ook dit huwelijk hield niet lang stand. De scheiding was in 1969 rond.
In de jaren 80 groeide ze uit tot een sekssymbool. Stevens was voornamelijk geliefd onder het jongere publiek, waarbij ze bekendstond als de "aantrekkelijke oudere vrouw". In de jaren 90 richtte ze haar eigen bedrijf in de cosmetische chirurgie op. Tegenwoordig maakt ze vooral optredens in nachtclubs in Las Vegas.

## Filmografie
- Biblioteca Nacional de España: XX1556435
- Bibliothèque nationale de France: cb14044348b (data)
- Gemeinsame Normdatei: 135292247
- International Standard Name Identifier: 0000 0000 5934 890X
- Library of Congress Control Number: n86140016
- MusicBrainz: 5348ed1a-cbb6-4777-8566-b2bcebd9bf8d
- SNAC: w6377dkd
- Virtual International Authority File: 163149106033168490916
- WorldCat: E39PBJmxXwJbJ8Jygj3wvMdvpP